# Yog-Sothoth

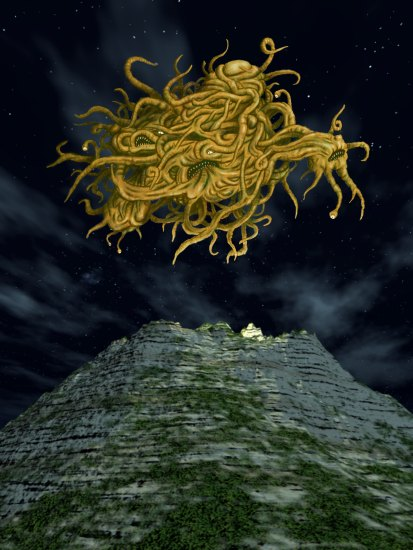
Yog-Sothoth

Yog-Sothoth (Il Guardiano della Soglia, La Chiave e la Porta, La Guida, Il Tutto-in-Uno e L'Uno-in-Tutto, L'Altrove) è una divinità presente nel Ciclo di Cthulhu e nelle Storie Oniriche di H. P. Lovecraft.
Il suo nome appare per la prima volta nel romanzo Il caso di Charles Dexter Ward (scritto nel 1927, ma pubblicato solo nel 1941).

## Mito
(H. P. Lovecraft, L'orrore nel museo)
Yog-Sothoth è uno degli Dei Esterni, e, nonostante sia considerato contiguo ad ogni tempo e ad ogni spazio, è tuttavia esiliato dall'universo in cui abitiamo. La sua natura cosmica è suggerita da questo passaggio del racconto Attraverso le porte della chiave d'argento (1934) di Lovecraft ed E. Hoffmann Price:
Il saggio In Rerum Supernatura nel gioco di ruolo Il richiamo di Cthulhu teorizza che il nome Yog-Sothoth possa essere una grezza traduzione della frase araba "Yaji Ash-Shuthath", che significa "Non c'è pace alle porte".
Viene definito come l'unico essere più saggio dell'onnisciente Yibb-Tstll di Brian Lumley.

### I Grandi Antichi
(H. P. Lovecraft, L'orrore di Dunwich)
Yog-Sothoth è parzialmente collegato ai misteriosi Grandi Antichi citati ne L'orrore di Dunwich (1929), ma la loro natura, il loro numero e la loro connessione a Yog-Sothoth è sconosciuta. Nonostante questo, probabilmente sono suoi alleati, dato che Wilbur Whateley, il figlio semiumano di Yog-Sothoth, prova ad evocarli per poter controllare il lato divino del fratello gemello, in modo da farlo riprodurre.
Nel racconto Il caso di Charles Dexter Ward, il suo nome fa parte di un incantesimo in grado di resuscitare i morti. Per questo la Chiesa ne volle la distruzione. Le preghiere non devono essere divulgate pubblicamente.

### Avatar di Yog-Sothoth

#### Aforgomon
Aforgomon è un oscuro avatar di Yog-Sothoth inventato da Clark Ashton Smith. Viene adorato da molte culture passate, presenti e future come Dio del Tempo a causa della sua abilità della manipolazione spazio-temporale. Poco è risaputo del suo aspetto, in quanto si rivela solamente a coloro che lo hanno adorato. Ciò che si sa è che viene accompagnato da una luce accecante. È il nemico mortale di Xexanoth.

#### Il Guardiano della Soglia
Il Guardiano della Soglia è il nome dato a Yog-Sothoth nel racconto omonimo di Lovecraft e August Derleth. Nella storia l'aspetto di Yog-Sothoth viene descritto da Alijah Billington come

#### 'Umr at-Tawil
'Umr at-Tawil ("Il Più Antico e il Prolungato della Vita"), scritto anche Tawil At-U'mr o Tawil-at'Umr, è descritto come un avatar di Yog-Sothoth nel racconto Attraverso le Porte della Chiave d'Argento di Lovecraft ed E. Hoffman Price. Nella storia presiede sulle sale senza tempo oltre le Porte della Chiave d'Argento e sugli strani e quasi-onnipotenti Antichi che vi risiedono. Viene descritto come l'ombra di un uomo incappucciato completamente nero.

## Influenza
Nella trilogia Illuminatus! di Robert Anton Wilson e Robert Shea, Yog-Sothoth viene descritto come un'entità extradimensionale, i cui attributi differiscono enormemente da quelli dei Miti di Cthulhu. Adorato come un dio da alcune incarnazioni degli Illuminati, è conosciuto come il Divoratore delle Anime per la sua abitudine di nutrirsi di sacrifici umani. È incorporeo e invisibile, ma può possedere degli umani e può essere imprigionato in forme pentagonali; per diversi decenni è stato imprigionato nel Pentagono dagli Illuminati e nutrito con vittime di incidenti stradali.
Nell'opera Non fermarmi! appare Yog-Sothoth, evocato da padre Nicola e dai suoi seguaci allo scopo di aprire un varco per proiettarsi nell'oltreverso.
Compare nel finale del racconto in stile lovecraftiano di Stephen King Jerusalem's Lot contenuto nella raccolta A volte ritornano. Sempre di King, il nome dell'entità compare scritto in un graffito nel romanzo Cose preziose.
Viene citato nell'albo n. 5 di Martin Mystère, La casa ai confini del mondo, dove il protagonista visita un luogo "fuori dal tempo e dallo spazio" dove è presente il simbolo della divinità.
Nella mini serie anime C Danchi (Housing Complex C), una bambina di nome Kimi vive in un piccolo complesso residenziale a basso costo, nella località balneare di Kurosaki, dove i problemi sembrano perseguitarla. Strani fenomini oscuri iniziano a manifestarsi, diventando sempre più grandi. Verso la fine Kimi si rivelerà essere Yog-Sothoth sotto mentite spoglie, giunto sulla Terra per vedere chi tra gli Umani merita l'immortalità.